# Teleogryllus angolensis
Teleogryllus angolensis är en insektsart som först beskrevs av Lucien Chopard 1961.  Teleogryllus angolensis ingår i släktet Teleogryllus och familjen syrsor. Inga underarter finns listade i Catalogue of Life.